# 애정소년 잔혹사
"애정소년 잔혹사"는 2017년에 개봉한 대한민국의 영화이다.

## 캐스팅
- 김영택 : 영택 역
- 김요한 : 요한 역
- 서현석 : 대학교선배 역
- 최재성 : 조병장 역
- 박다래 : 다래 역
- 이상우 : 태림 역
- 김헌 : 동아리후배 1 역
- 장기원 : 동아리후배 2 역
- 김영건  : 영건 역